# Ada Rovatti

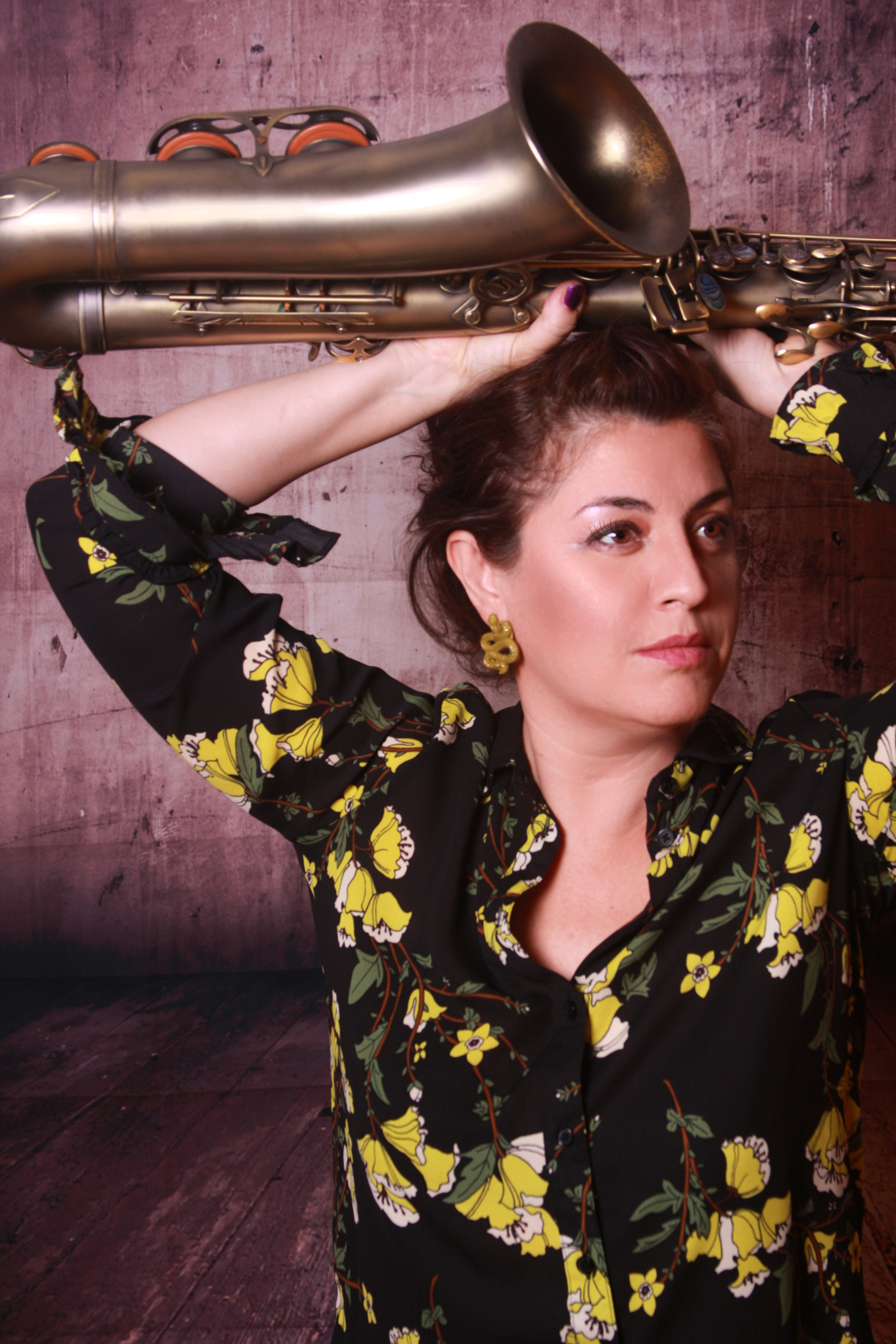
Ada Rovatti, 2018

Ada Rovatti (* 25. Juli 1976 in Pavia) ist eine italienische Jazzmusikerin (Saxophon, Komposition, Arrangements), die in New York City lebt.

## Leben und Wirken
Rovatti lernte zunächst klassisches Klavier, bevor sie in der Schule aufs Saxophon wechselte. Nachdem sie ein Stipendium gewonnen hatte, studierte sie auf dem Berklee College of Music und begleitete in Bigbands Stars wie Phil Woods und Lee Konitz. Dann verbrachte sie ein Jahr in Paris und tourte durch Europa und Afrika, bevor sie nach New York zog, wo sie mit Musikern wie Mike Stern, Randy Brecker, Miroslav Vitouš, John McLaughlin, Anne Ducros, Bob Mintzer, Victor Bailey, Joanne Brackeen, James Moody, Aretha Franklin, Herbie Hancock, Joe Bonamassa und Eddie Henderson arbeitete. Mit ihrer Elephunk Band und ihrem Quartett legte sie 2003 zwei Alben vor. 2006 folgte das Album Airbop, das gleichfalls gute Kritiken erhielt. Ada war Teil von zwei Grammy-prämierten CDs von Randy Brecker – „34 th N Lex“ und „Rocks“ mit der NDR Big Band zusammen mit David Sanborn, und auf der gefeierten CD von John McLaughlin „Industrial Zen“ und erschien auch im Film „Mona Lisa Smile“ mit Julia Roberts.
Als Bandleaderin hat sie sechs CDs veröffentlicht: Ada Rovatti & The Elephunk Band, Under The Hat, Airbop, Green Factor, Disguise und Brecker Plays Rovatti – Sacred Bond.
Sie tourte mit der Brecker Brothers Band Reunion, mit der sie eine Live-Doppel-DVD/CD aus dem Bluenote Jazz Club in NYC aufnahm.
Im Jahr 2021 wurde sie als Gast eingeladen, mit der WDR Big Band Köln in einem Sonderkonzert mit dem Titel „4 Tenöre“ zusammen mit Bob Mintzer, Bob Malach und Paul Heller aufzutreten.
In den letzten Jahren war sie ausgiebig auf Tournee und nahm für verschiedene Künstler auf, arrangierte und produzierte und arbeitete an ihrem neu veröffentlichten Projekt „The Hidden World Of Piloo“, bei dem sie auch als Songwriterin und Streichorchester mit den besonderen Gästen Fay Claassen, Niki Haris, Alma Naidu und Kurt Elling und viele mehr.
Sie ist auch auf Produktionen von Patrizia Scascitelli und Jason Miles zu hören.
Seit 2001 ist sie mit Randy Brecker verheiratet, mit dem sie eine Tochter hat und 2013 auch mit den Brecker Brothers auftritt. 2011, 2013 und 2014 trat sie mit Randy Brecker bei der jährlichen „Jazz Cruise“ in der Karibik auf.

## Preise und Auszeichnungen
1998 wurde sie als italienische Nachwuchsjazzerin von der Jazz Contemporary School in Mailand ausgezeichnet; im Folgejahr erhielt sie den Monviso-Preis der New Yorker Famijia Piemontaise Cultural Foundation. 2007 erhielt sie auf dem Piacenza Jazz Festival Note Di Donna für die beste Komposition einen Preis.

## Diskographische Hinweise
- Ada Rovatti & The Elephunk Band For Rent (Apria Records 2002)
- Randy Brecker 34th N Lex (2003, Grammy)
- Under the Hat (Apria Records-Sunnyside Records 2003)
- Airbop (Apria Records 2006)
- John McLaughlin Industrial Zen (Verve Records 2006)
- Ada Rovatti Green Factor (Piloo Records 2009)
- Ada Rovatti Disguise (Piloo Records 2014)
- Randy Brecker & Ada Rovatti Brecker Plays Rovatti - Sacred Bond (Piloo Records 2019)
- Ada Rovatti The Hidden World Of Piloo (Piloo Records 2024)
- AMC Trio Following the Light (Jazzline 2023, mit Peter Adamkovič, Randy Brecker, Martin Marinčák, Stano Cvacinger)[1]